# Alfonso López de Zúñiga y Mendoza
Alfonso Diego López de Zúñiga Guzmán Sotomayor y Mendoza (Béjar, 11 de febrero de 1621 - Béjar, 1 de agosto de 1660) fue un noble español de la Casa de Zúñiga. Entre sus títulos nobiliarios se cuentan: VIII duque de Béjar y de Plasencia, grande de España, IV duque de Mandas y Villanueva, IX marqués de Gibraleón, IV de Terranova, X conde de Belalcázar, IX de Bañares, XII vizconde de la Puebla de Alcocer, justicia mayor y alguacil mayor hereditario de Castilla, Primer Caballero del Reino, capitán general de las fronteras de Castilla, Extremadura y costa de Andalucía, Caballero de la Orden del Toisón de Oro.

## Biografía
Hijo de Francisco Diego López de Zúñiga Guzmán y Sotomayor, VII duque de Béjar y de Plasencia, grande de España, VIII marqués de Gibraleón, IX conde de Belalcázar, VIII de Bañares, XI vizconde de la Puebla de Alcocer, primera voz de la nobleza de Castilla, Justicia Mayor y Alguacil Mayor hereditario de Castilla, Caballero de la Orden del Toisón de Oro, y de su esposa Ana de Mendoza de la Vega y Luna, III duquesa de Mandas y Villanueva, III marquesa de Terranova.

## Matrimonios y descendencia
Se casó en enero de 1637 con su prima hermana, Victoria Ponce de León, hija de Rodrigo Ponce de León, IV duque de Arcos, y de su esposa Ana de Córdova y Aragón. El papa Urbano VII por bula de 13 de abril de 1627 le otorga dispensa de edad y de parentesco de consanguinidad para el matrimonio con Victoria Ponce de León, Los padres de Francisco Diego y Victoria firmaron las capitulaciones matrimoniales (arras y dote) el 16 de noviembre de 1636. El rey Felipe IV le da por carta de enero de 1637 escrita en Madrid la enhorabuena por su casamiento. No tuvo sucesión en su matrimonio, por lo que vino a heredarlo su hermano Juan Manuel de Zúñiga Sotomayor y Mendoza. Su esposa falleció en 1665.

## Caballero de la Orden del Toisón de Oro
El rey Felipe IV lo eligió Caballero de la Orden del Toisón de Oro el 31 de julio de 1656 y lo invistió y armó en Madrid el 4 de agosto de 1657. El expediente de la concesión de la Orden del Toisón de Oro se conserva en el Archivo Histórico Nacional.

## Al Servicio del ReyFelipe IV de España
El duque notifica al rey Felipe IV por carta de 2 de noviembre de 1636 el fallecimiento de su padre Francisco Diego, VII duque de Béjar y Plasencia, y por carta de 9 de diciembre le ruega confirmar el nombramiento de tutor a Juan de Chávez Mendoza. El rey Felipe IV lo nombra el 29 de octubre de 1637 Capitán General de Extremadura, tal como había sido su padre Francisco Diego. En el memorial adjunto da el rey la defensa del nombramiento de Alonso Diego a pesar de ser menor de edad, para que en su dignidad se tuviera en cuenta además el título de duque y grande de España.
El duque Alonso Diego por carta de 3 de diciembre de 1638 al rey Felipe IV le informa, que a pesar de lo empobrecido que está su casa por las continuas levas hechas por su padre, Francisco Diego, VII duque de Béjar, el dispondrá de hacer la nueva leva que el rey ordena. El ingreso real de los estados del duque Alonso Diego bajaron al 22,8% en el periodo 1635 al 1642. Las contribuciones (donativos voluntarios) para la defensa hechas por el duque Alonso Diego en 1640 llegaron a los 250.000 ducados.
Por carta del 11 de agosto de 1647 el rey Felipe IV le notifica la concertación de su boda con la archiduquesa Mariana de Austria. El rey Felipe IV por carta de 14 de diciembre de 1657 le informa del nacimiento del infante Felipe.

### Guerra de Portugal
El rey Felipe IV informa por cartas (con firmas autógrafas y sellos de placa) escritas en Madrid de octubre a diciembre de 1637 al duque Alonso Diego, su capitán general de Extremadura, sobre diversos aspectos estratégicos relacionados con los disturbios en Portugal. El 1 de diciembre de 1640 estalló en el reino de Portugal una revuelta contra el gobierno de la virreina Margarita de Saboya, nieta del rey Felipe II de España, a quien pusieron en custodia, asesinaron a Miguel de Vasconcelos y proclamaron como rey de Portugal al duque de Braganza, Juan IV El Restaurador. La revuelta se convirtió luego en una guerra contra España, para lograr la separación de Portugal.
El duque Alonso Diego como capitán general de Extremadura y de las fronteras con Portugal ordenó a principios de 1641 el registro de los vecinos mayores de 18 años, aptos para el servicio militar, de las villas y ciudades vecinas de Portugal, así como del armamento que ellos poseían. Ordenó el registro en Gilbuena (Ávila), el 2 de enero de 1641, registro en La Hoya (Salamanca), el 6 de enero de 1641, registro en Hervás (Cáceres), el 15 de enero de 1641, registro en Calzada de Béjar, (Salamanca), el 1 de febrero de 1641 registro en La Cabeza de Béjar, (Salamanca), el 21 de febrero, registro en Herrera del Duque, Badajoz, el 26 de febrero, registro en Hinojosa del Duque, Córdoba, el 13 de febrero de 1641, Ordenó el 27 de febrero al corregidor de la Puebla de Alcocer, Badajoz, para que pusiera vigilantes en los caminos y se hiciera inventario de armas en Fuenlabrada de los Montes (Badajoz), y el 2 de marzo ordena que se pusieran guardas en las puertas y caminos de Talarrubias, Badejoz, y que se hiciera el registro de los vecinos y de las armas que poseían.
Mandó hacer un alarde y ordenó el registro de los vecinos en Villanueva del Marqués, (Córdoba), que se realizó del 17 al 18 de febrero de 1641. Se le informa por carta de 18 de mayo de 1641, que en la villa de Trujillo, Cáceres, han sido avisados todos los hijosdalgo para que puedan montar a caballo y formar ejército a sus órdenes.
Manuel de Zúñiga Acevedo y Fonseca, VI conde de Monterrey fue nombrado en febrero de 1641 Teniente General de los ejércitos en la revuelta de Portugal. Su nombramiento no fue de agrado de los Grandes. El VI duque de Alba, Fernando Álvarez de Toledo, quien tenía sus soldados en la frontera de Portugal, regresó airado a su casa, rehusando servir al conde de Monterrey como subordinado. El VIII duque de Béjar, Alonso Diego López de Zúñiga, el IX duque de Medina Sidonia, Gaspar Pérez de Guzmán, el VII duque de Medinaceli, Juan Luis de la Cerda, y el IV duque de Arcos, Rodrigo Ponce de León le siguieron y rehusaron también.
El duque Alonso Diego da informe, de fecha de 13 de junio de 1656, al rey Felipe IV del ataque en Badajoz, que sufrió el ejército de España a su mando.
En el Archivo Histórico Nacional se conserva documentación del duque Alonso Diego, relacionada con la guerra de Portugal, referente a los años 1656-1659, entre ellas, ordenanzas e instrucciones del rey Felipe IV, relaciones de los gastos y contribuciones de guerra.

### LaRebelión de Cataluña
El 11 de junio de 1639 el ejército francés entró en el Rosellón y puso sitio a la fortaleza de Saltes, iniciándose así la rebelión armada de Cataluña, con el fin de que el Principado se constituyese en una república bajo protección francesa.
Por cartas del 16 de marzo y 10 de junio de 1642 le informa el rey Felipe IV al duque Alonso Diego de su resolución de ir a la campaña de Cataluña y le encarga que le ayude. Por carta de 6 de mayo de 1642 le informa de la pérdida de Colibre, Gerona, y de su resolución de situarse personalmente en la frontera de Aragón, Valencia. Por disposición real de 3 de julio de 1643 Felipe IV solicita al duque Alonso Diego lo acompañe en su viaje a Aragón. Por carta de 4 de junio de 1644 escrita en Fraga (Huesca), le comunica que tras la victoria de Lérida, no es necesario que le siga, sino que esté dispuesto, por si sus tropas son necesarias en algún otro lugar de la frontera. Por carta escrita en Zaragoza el 17 de septiembre de 1644 Felipe IV le comunica que ante el intento de invasión por la frontera de Extremadura, debe dirigirse con sus tropas a Ciudad Rodrigo (Salamanca), para ayudar a su defensa.
Barcelona se rindió el 11 de octubre de 1652 y Cataluña volvió en 1653 a la obediencia del rey. El tratado de paz de los Pirineos firmado el 7 de noviembre de 1659 entre Francia y España ratificó el statu quo de la frontera.

## Herencia, Patronazgos, Obras Sociales, Señorío
Al fallecimiento de su madre Ana de Mendoza en enero de 1629 se convirtió en el IV duque de Mandas y Villanueva, IV marqués de Terranova, y sucesor de los cuatro mayorazgos de Mendoza instituidos por los marqueses de Mondéjar. A la muerte de su padre Francisco Diego en 1636 heredó los títulos y estados de su casa y se convirtió VIII duque de Béjar y Plasencia a la edad de 15 años. 
Durante la minoría de edad de Alonso Diego y de sus hermanos menores, hijos del primer matrimonio, fue nombrado en 1637 curador y tutor testamentario Juan de Chávez Mendoza. Juan de Chávez Mendoza, como tutor y curador, da instrucciones por escritura de 5 de junio de 1637, para que el duque Alonso Diego y sus hermanos menores vayan a estudiar a Salamanca; indicando cómo debe ser la casa, los criados, salarios, gastos de alimentación, etc.
A su llegada a Béjar, Salamanca, acompañado por su madrastra la duquesa viuda Francisca Pacheco, con motivo de la toma de posesión de la villa el 19 de septiembre de 1638, fueron puestos en libertad los presos de la cárcel. El indulto de les concedía por la visita de los duques de la ciudad.
Por provisión real Felipe IV de 2 de diciembre de 1638 le otorga licencia para administrar sus rentas y estados, sin necesidad de la intervención de un curador, por ya cumplir pronto los 18 años de edad y estar casado. El 27 de julio de 1639 es nombrado el duque Alonso Diego, ya casado y de 18 años de edad, tutor y curador de sus hermanos menores El duque Alonso Diego otorga una escritura el 20 de julio de 1642 de transacción y acuerdo con su madrastra, la duquesa viuda Francisca Pacheco, como tutora y curadora de sus hijos, sobre el pago de legítimas y asignación de alimentos. Recibió en 1638 el cuerpo de su hermano menor Francisco Felipe, capitán de caballos fallecido en Flandes, para que dispusiese llevarlo a enterrar a Plasencia, Cáceres.

### Pago de legítimas, dotes, pleitos por derechos y herencia
Escrituras sobre el pago de legítimas y asignación de alimentos a sus hermanos menores. El duque Alonso Diego otorgó por escritura de 17 de abril de 1644 las capitulaciones matrimoniales y dote para el enlace de su hermano Diego con Leonor Dávila y Ulloa, V marquesa de Loriana.
Litigio varios pleitos con su hermano Juan Manuel por derechos y herencia. Sostuvo pleito, iniciado en 1632, sobre los derechos a la sucesión de los llamados cuatro mayorazgos de Modéjar. Por sentencia de 14 de noviembre de 1639 del pleito seguido por Francisco Silvestre de Zúñiga por los legajos y bienes de su fallecida esposa Brianda de Zúñiga Sotomayor y Guzmán, V marquesa de Ayamonte, se confirma que dichos bienes y legajos pertenecen al duque de Béjar, Alonso Diego.
Pagó las dotes de sus hermanas Isabel y Juana y recibió cartas de pago y recibo de dote.
Antonio Álvarez de Toledo, VII duque de Alba de Tormes, le informa por carta de 21 de agosto de 1637 sobre la manera en que se habían establecido y tramitado los dotes para diferentes miembros femeninos de su familia.

### Patronazgos
Jerónima de Góngora, abadesa del Convento de las Huelgas de Burgos, Burgos, le agradece por carta de 21 de mayo de 1657 sobre la posesión del patronato del Monasterio de Villamayor de los Montes, Burgos. Fray Juan de Aguilar confirma por escritura de 20 de abril de 1649 la posesión del patronazgo del Convento de San Agustín de Salamanca, Salamanca, por el duque Alonso Diego.
Por cédula real de 15 de abril de 1657 Felipe IV le otorga privilegio y merced del oficio de tesorero general del partido y villa de Béjar, Salamanca, por recompensación de unas casas que vendió para la obra de la capilla de San Isidro de Madrid. y por cédula real de 29 de mayo de 1657 le concede, suprimir las varas de los alcaldes ordinarios de las villas de Béjar, Salamanca, Puebla de Alcocer, Badajoz, Hinojosa, Guadalajara, Gibraleón, Huelva, Belalcázar, Córdoba, Curiel, Valladolid, Cartaya, Huelva, y Burguillos, Sevilla.

### Señorío
Escrituras sobre el pago del derecho a servicio de lanzas. Escrituras de tomas de posesión de los estados heredados en España y en Cerdeña. El duque Alonso Diego por escritura de 18 de julio de 1654 concede con facultad real la merced de nombrar el lugar de Valdearcos, Valladolid, como villa exenta de jurisdicción y término de Curiel, Valladolid. Escrituras sobre peticiones de mercedes, licencias, dispensas de los vecinos de villas al duque Alonso Diego. Escrituras de nombramientos de oficiales para los cargos públicos de las villas.
Juicios de residencia de los oficiales que desempeñaban cargos públicos. A instancias del duque Alonso Diego se realizan en 1648 autos judiciales sobre los supuestos malos tratos, que el juez de apelación de Villanueva de los Castillejos, Huelva, daba a los sacerdotes de la villa. El alcalde mayor de la villa de Gibraleón, Huelva, le informa por carta de 29 de junio de 1647 sobre los disturbios que ocurrieron durante la procesión del Corpus Christi en Gibraleón y la necesidad de una justicia más eficaz en la villa. El consejo de Villanueva de los Castillejos, Huelva, le solicita que los redimiese un censo impuesto a su favor, por la mala situación que atravesaban provocada por una epidemia de peste. Por carta de 15 de marzo de 1639 se le informa sobre las pretensiones de los caballeros de cuantía de su marquesado de Gibraleón de no querer pagar impuestos. El duque Alonso Diego ordena por carta de 12 de junio de 1650 cumplir sus instrucciones y ordenanzas para la guarda y custodia de las dehesas en el estado de Belalcázar, Córdoba.